# Zelda (chanson)
Pour les articles homonymes, voir Zelda.
Singles de Yves Simon
Nous nous sommes tant aimés
(1977) Planète peut-être
(1981)
Zelda est une chanson de l'auteur-compositeur-interprète français Yves Simon, parue en 45 tours dans le courant de l'année 1977 chez RCA Victor.

## Pochette
La couverture de la pochette représente un portrait du chanteur avec une skyline stylisée dans la brume, en arrière plan. Il s'agit d'une œuvre de l'artiste Ernest Pignon-Ernest avec le concours de Patrick Charpiot. Cette couverture sera également utilisée pour illustrer l'album, paru la même année.

## Développement et composition
Cette chanson, écrite et interprétée par Yves Simon sur une musique de lui-même avec des arrangements de Jean-Claude Dequéant
La chanson est également un des douze titres de l'album Un autre désir (33 Tours RCA PL 37097).

## Analyse

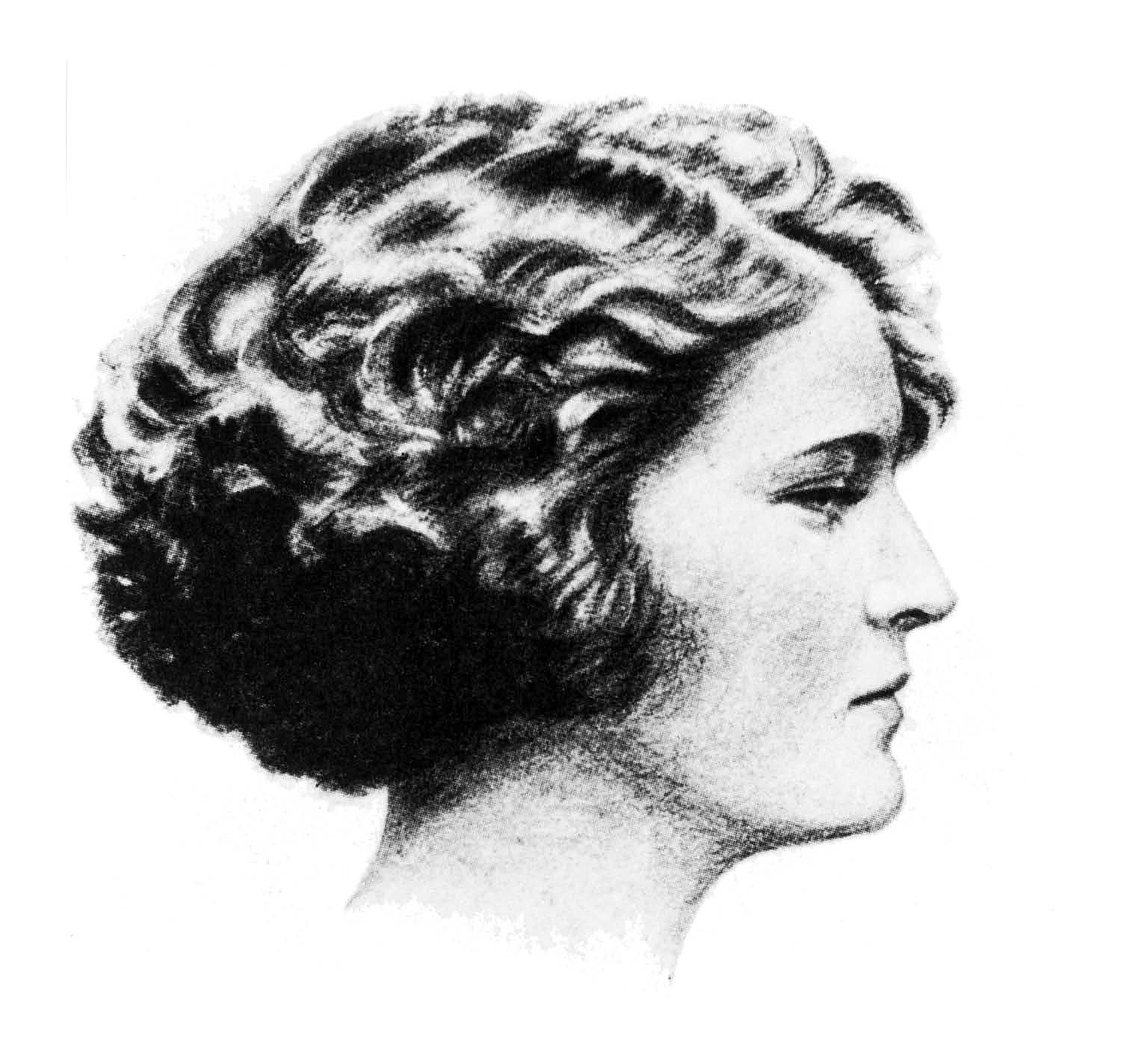
Zelda Sayre Fitzgerald

Au travers du texte de cette chanson Yves Simon ne retrace pas directement l'histoire de « Zelda », alias Zelda Sayre Fitzgerald, femme de lettres américaine des années 20 qui décédera dans un asile psychiatrique en 1948. Il s'agit en fait d'une analogie avec une femme portant le même prénom, qui « porte une cape de zibeline en écoutant Kashmir de Led Zeppelin. »
Au-delà de la référence à Zelda Sayre Fitzgerald (dénommée la « Zelda de Scott » dans le texte) et au  groupe britannique de rock Led Zeppelin, Yves Simon évoque les compositeurs Frédéric Chopin, Franz Liszt et le grand salon de l'hôtel Ritz. Les prénoms Angela, Rhoda et Virginia sont également évoqués, mais sans aucune autre précision.
L'accompagnement musical, fortement marqué par les claviers de Jean-Claude Dequéant, donne à cette chanson une atmosphère très particulière.

## Évocation
Dans son livre La manufacture des rêves, Yves Simon évoque cette chanson (qu'il confirme comme étant un hommage à Zelda Sayre Fitzgerald) ainsi que sa rencontre avec l'artiste Ernest Pignon-Ernest, créateur du dessin de la couverture de la pochette du disque

## Vidéo
- Extrait de l'émission Numéro 1 du 15 octobre 1977